# ليزلي أكيرمان
ليزلي أكيرمان (بالإنجليزية: Leslie Ackerman)‏ هي ممثلة أمريكية، ولدت في 2 أغسطس 1956 في نيوجيرسي في الولايات المتحدة.

## وصلات خارجية
- ليزلي أكيرمان على موقع IMDb (الإنجليزية)
- ليزلي أكيرمان على موقع تيرنر كلاسيك موفيز (الإنجليزية)
- ليزلي أكيرمان على موقع أول موفي (الإنجليزية)
- ليزلي أكيرمان على موقع قاعدة بيانات برودواي على الإنترنت (الإنجليزية)
- ليزلي أكيرمان على موقع قاعدة بيانات الفيلم (الإنجليزية)